# Série mondiale 1948
Navigation
Édition précédente Édition suivante
La Série mondiale 1948 est la 45e série finale de la Ligue majeure de baseball.
Elle se joue du 6 au 11 octobre entre les Indians de Cleveland et les Boston Braves.
Les Cleveland Indians remportent la Série face aux Boston Braves, 4-2.
La série est télévisée sur les principaux réseaux du Nord-Est (New York, Boston, Philadelphie, Washington, Baltimore, Richmond et New Haven) et du Centre (Cleveland, Chicago, Détroit, Buffalo, Toledo, Saint-Louis et Milwaukee). Les échanges d'images entre ces deux zones géographiques posèrent des problèmes. On utilisa des avions B-29 pour effectuer des relais de mauvaise qualité. Le commentaire télévisé était assuré par Red Barber et Van Patrick. Pour la radio, on retrouve Mel Allen et Jim Britt aux postes de commentateurs.

## Déroulement de la Série

### Calendrier des rencontres
| Match | Date       | Lieu              | Visiteur          | Hôte              | Score  | Affluence |
| ----- | ---------- | ----------------- | ----------------- | ----------------- | ------ | --------- |
| 1     | 6 octobre  | Braves Field      | Cleveland Indians | Boston Braves     | 0 - 1  | 40 135    |
| 2     | 7 octobre  | Braves Field      | Cleveland Indians | Boston Braves     | 4 - 1  | 39 633    |
| 3     | 8 octobre  | Cleveland Stadium | Boston Braves     | Cleveland Indians | 0 - 2  | 70 306    |
| 4     | 9 octobre  | Cleveland Stadium | Boston Braves     | Cleveland Indians | 1 - 2  | 81 897    |
| 5     | 10 octobre | Cleveland Stadium | Boston Braves     | Cleveland Indians | 11 - 5 | 86 288    |
| 6     | 11 octobre | Braves Field      | Cleveland Indians | Boston Braves     | 4 - 3  | 40 103    |

### Match 1
Mercredi 6 octobre 1948 au Braves Field à Boston (Massachusetts).
| Équipes   | 1 | 2 | 3 | 4 | 5 | 6 | 7 | 8 | 9 | R | H | E |
| --------- | - | - | - | - | - | - | - | - | - | - | - | - |
| Cleveland | 0 | 0 | 0 | 0 | 0 | 0 | 0 | 0 | 0 | 0 | 4 | 0 |
| Boston    | 0 | 0 | 0 | 0 | 0 | 0 | 0 | 1 | X | 1 | 2 | 2 |

WP: Johnny Sain (1–0)  LP: Bob Feller (0–1)  

### Match 2
Jeudi 7 octobre 1948 au Braves Field à Boston (Massachusetts).
| Équipes   | 1 | 2 | 3 | 4 | 5 | 6 | 7 | 8 | 9 | R | H | E |
| --------- | - | - | - | - | - | - | - | - | - | - | - | - |
| Cleveland | 0 | 0 | 0 | 2 | 1 | 0 | 0 | 0 | 1 | 4 | 8 | 1 |
| Boston    | 1 | 0 | 0 | 0 | 0 | 0 | 0 | 0 | 0 | 1 | 8 | 3 |

WP: Bob Lemon (1–0)  LP: Warren Spahn (0–1)  

### Match 3
Vendredi 8 octobre 1948 au Cleveland Stadium à Cleveland (Ohio).
| Équipes   | 1 | 2 | 3 | 4 | 5 | 6 | 7 | 8 | 9 | R | H | E |
| --------- | - | - | - | - | - | - | - | - | - | - | - | - |
| Boston    | 0 | 0 | 0 | 0 | 0 | 0 | 0 | 0 | 0 | 0 | 5 | 1 |
| Cleveland | 0 | 0 | 1 | 1 | 0 | 0 | 0 | 0 | X | 2 | 5 | 0 |

WP: Gene Bearden (1–0)  LP: Vern Bickford (0–1)  

### Match 4
Samedi 9 octobre 1948 au Cleveland Stadium à Cleveland (Ohio).
| Équipes   | 1 | 2 | 3 | 4 | 5 | 6 | 7 | 8 | 9 | R | H | E |
| --------- | - | - | - | - | - | - | - | - | - | - | - | - |
| Boston    | 0 | 0 | 0 | 0 | 0 | 0 | 1 | 0 | 0 | 1 | 7 | 0 |
| Cleveland | 1 | 0 | 1 | 0 | 0 | 0 | 0 | 0 | X | 2 | 5 | 0 |

WP: Steve Gromek (1–0)  LP: Johnny Sain (1–1)  
HRs:  BOS – Marv Rickert (1)  CLE – Larry Doby (1)

### Match 5
Dimanche 10 octobre 1948 au Cleveland Stadium à Cleveland (Ohio).
| Équipes   | 1 | 2 | 3 | 4 | 5 | 6 | 7 | 8 | 9 | R  | H  | E |
| --------- | - | - | - | - | - | - | - | - | - | -- | -- | - |
| Boston    | 3 | 0 | 1 | 0 | 0 | 1 | 6 | 0 | 0 | 11 | 12 | 0 |
| Cleveland | 1 | 0 | 0 | 4 | 0 | 0 | 0 | 0 | 0 | 5  | 6  | 2 |

WP: Warren Spahn (1–1)  LP: Bob Feller (0–2)  
HRs:  BOS – Bob Elliott 2 (2), Bill Salkeld (1)  CLE – Dale Mitchell (1), Jim Hegan (1)
Satchel Paige est aligné par les Indians. Il devient le premier lanceur noir de l'histoire des Séries mondiales.

### Match 6
Lundi 11 octobre 1948 au Braves Field à Boston (Massachusetts).
| Équipes   | 1 | 2 | 3 | 4 | 5 | 6 | 7 | 8 | 9 | R | H  | E |
| --------- | - | - | - | - | - | - | - | - | - | - | -- | - |
| Cleveland | 0 | 0 | 1 | 0 | 0 | 2 | 0 | 1 | 0 | 4 | 10 | 0 |
| Boston    | 0 | 0 | 0 | 1 | 0 | 0 | 0 | 2 | 0 | 3 | 9  | 0 |

WP: Bob Lemon (2–0)  LP: Bill Voiselle (0–1)  SV: Gene Bearden (1)  
HRs:  CLE – Joe Gordon (1)